# Ocean’s Kingdom
Ocean’s Kingdom ist das fünfte klassische Album von Paul McCartney. Gleichzeitig ist es einschließlich der Wings-Alben, der The-Fireman-Alben, der klassischen Alben, der Livealben und Kompilationsalben das 43. Album von Paul McCartney nach der Trennung der Beatles. Es wurde am 30. September 2011 in Deutschland, am 3. Oktober 2011 in Großbritannien und am 4. Oktober 2011 in den USA veröffentlicht.

## Entstehung
Die Idee zu Ocean’s Kingdom entstand im Jahr 2009 als Paul McCartney den Chef des New York City Ballet Peter Martins während einer Ballettaufführung traf. Martins fragte McCartney, ob er bereit wäre etwas für das New York City Ballet zu komponieren. McCartney sagte dazu: „Die schiere Athletik ist das Erstaunlichste. Es ist wie ein Zusammentreffen von Olympischen Spielen und Kunst, und ich finde das faszinierend und herausfordernd für mich, zu sehen, was getan werden kann.“ So beschloss McCartney, nachdem er sich mit Ballettmusik beschäftigt hatte, erstmals ein Ballettstück zu schreiben, das abgekürzt folgenden Inhalt hat:

„Das Handlungszentrum ist der Ozean, der von den Erdbewohnern bedroht wird. Bis zu diesem Zeitpunkt lebt dort friedlich und behütet Prinzessin Honorata bei ihrem Vater, König Ocean. Die unangekündigten Eindringlinge von der Erde werden vom skrupellosen König Terra angeführt, der neben seiner Gefolgschaft auch seinen sympathischen Bruder Prinz Stone mitbrachte. Horata und Stone verlieben sich und nach Verrat, Gefangenschaft [von Honorata] gilt auch ihre heile Wiederkehr in den Ozean als geglückt.“

Während er die Musik für das Ballett plante, besuchte McCartney das Royal Opera House in London, um Adolphe Adams Giselle zu sehen, die vom Royal Ballet getanzt wurde. Er traf die Tänzer und besprach ihre Arbeit, woraufhin ihm klar wurde, dass er ein zentrales Thema für Ocean’s Kingdom brauchte. McCartney beschloss, seine Arbeit auf die „Reinheit des Ozeans“ zu konzentrieren, und stellte den ersten Entwurf innerhalb von zwei Monaten fertig. Er überarbeitete es dann vor allem im Hinblick auf das Ballett und entwickelte dabei die Charaktere seines Unterwasserreichs.
Einige Wochen später arbeitete er mit Peter Martins zusammen, um die Musik zu verfeinern und zu vervollständigen, woraufhin Martins die Choreografie mit den Tänzern des New York City Ballet vollendete.
Paul McCartney nahm eine bisher nicht verwendete Komposition, die ursprünglich für den Disney-Film Oceans (deutsch: ‚Unsere Ozeane‘) vorgesehen war, aber nicht verwendet wurde. Die Aufnahmen zu Ocean’s Kingdom erfolgten im Juni 2011 in der Henry Wood Hall in London. Es wurde vom London Classical Orchestra unter der Leitung von John Wilson eingespielt.
Am 21. September 2011 fand die Welt-Premiere von Ocean’s Kingdom im New Yorker David H. Koch Theater am Lincoln Center Plaza statt. Es spielte das New York City Ballet Orchestra unter der Leitung von Fayçal Karoui, die Premiereaufnahmen sind als Download verfügbar. Die Kostüme der Aufführung stammen von der Modedesignerin Stella McCartney, einer Tochter von Paul McCartney.
Das Album Ocean’s Kingdom wurde auch als Vinyl-Doppellangspielplatte veröffentlicht.

## Covergestaltung
Das Cover wurde von der Firma DEWYNTERS gestaltet. Die Fotos im 18-seitigen CD-Begleitheft stammen von Bill Bernstein. Die CD-Version hat ein aufklappbares Pappcover. Das Vordercover zeigt eine Darstellung von Noten aus der computergesteuerten Partitur als digitale Anzeige, die wie Neonlichter aussehen.

## Titelliste
Alle Titel wurden von Paul McCartney komponiert.
Movement 1
1. Ocean’s Kingdom – 14:07

Movement 2
1. Hall of Dance – 16:19

Movement 3
1. Imprisonment – 13:36

Movement 4
1. Moonrise – 12:31

### Download-Bonustitel
Die Vinyl-Langspielplatte und CD-Ausgabe enthält jeweils einen Downloadcode mit der die Liveversion von der Premiere vom 21. September 2011 des Albums Ocean’s Kingdom im mp3-Format herunterladbar ist. Die iTunes-Version enthält neben dem Studioalbum ebenfalls die Liveversion des Albums.
Movement 1
1. Ocean’s Kingdom (Live) – 12:15

Movement 2
1. Hall of Dance (Live) – 14:27

Movement 3
1. Imprisonment (Live) – 10:14

Movement 4
1. Moonrise (Live) – 10:31

## Wiederveröffentlichungen
- Das Album wurde bisher nicht neu remastert.

## Single-Auskopplungen
Aus dem Album wurde keine Single ausgekoppelt.

## Chartplatzierungen
| ChartsChartplatzierungen       | Höchstplatzierung | Wochen |
| ------------------------------ | ----------------- | ------ |
| Vereinigte Staaten (Billboard) | 143 (1 Wo.)       | 1      |